# Sveriges U17-damlandslag i bandy
Sveriges U17-damlandslag i bandy representerar Sverige i bandyturneringar för flicklag upp till 17 års ålder. Laget har deltagit vid U17-världsmästerskapet i bandy för damer sedan den första upplagan 2009 och kom då på bronsplats. Sedan dess har laget vunnit varje F17-VM-turnering.